# Palácio dos Condes de Anadia
O Palácio dos Condes de Anadia, também referido como Palácio Anadia ou Solar dos Pais de Amaral, está localizado na freguesia de Mangualde, Mesquitela e Cunha Alta, no município de Mangualde, distrito de Viseu.
Esta casa senhorial foi mandada construir por Simão Paes do Amaral na primeira metade do século XVIII, e constituiu um dos mais belos exemplares da arquitetura barroca da região do Dão. Na atualidade, é ainda propriedade da família Pais do Amaral.
A propriedade é constituída pela casa principal, que inclui uma capela consagrada a S. Bernardo, pelos jardins históricos e por uma mata plantada no século XVIII.
O palácio ainda mantém muitas das suas características originais e, no interior, detém uma coleção de objetos de pintura, mobiliário, escultura e trajes originais pertença da família e da casa. Destacam-se os painéis de azulejos que ornamentam toda a zona nobre da casa.
Este Palácio está classificado como Conjunto de Interesse Público desde 2014.

## História
A origem da casa dos Pais do Amaral, em Mangualde, remonta a finais do século XVI.
Em 1646, Gaspar Pais do Amaral, Capitão-Mor de Azurara da Beira, instituiu em vínculo a capela que possuía nos termos da vila, consagrada a S. Bernardo. No seu testamento de 1654, nomeava como sucessor e administrador da sua capela e morgado, o seu sobrinho Miguel Pais do Amaral, fidalgo da Casa Real, familiar do Santo Ofício e Cavaleiro da Ordem de Avis, 5.º Senhor da Casa de Mangualde e 1.º Senhor do Morgado de São Bernardo. Juntamente com a sua esposa Ana do Amaral, reedificaram a capela de São Bernardo e mandaram fazer uma nova capela-mor (em 1683), adquirindo ainda propriedades (casas da câmara e cadeia), contíguas ao lado sul do atual palácio. 
A partir de 1686, o seu filho, Simão Pais do Amaral, 6.º Senhor da Casa de Mangualde, continuou a aquisição de várias casas e terrenos, e, no início do século XVIII (entre 1701 e 1713), inicia a edificação do que virá a ser o Palácio dos Condes de Anadia. As obras da construção da casa dos Pais do Amaral em Mangualde foram continuadas por Miguel Pais do Amaral e viriam a transformar a pequena casa com capela num dos mais importantes palácios do barroco em Portugal. A edificação durou aproximadamente um século, só sendo concluída no tempo de Simão Pais do Amaral, 9º Senhor da Casa de Mangualde, no princípio do século XIX: o jardim, a quinta e a mata foram também objeto de intervenção nesta época.
Nos inícios do século XIX, o Palácio dos Condes de Anadia era conhecido por Casa dos Paes do Amaral. A designação Palácio Anadia foi adotada depois do casamento de Manuel Paes de Sá do Amaral d’Almeida e Vasconcelos Quifel Barberino, 11.º Senhor da Casa de Mangualde, com D. Maria Luiza de Sá Pereira de Menezes Sottomayor, 3.ª Condessa de Anadia, 2ª Viscondessa de Alverca, sua sobrinha materna, consolidando a união das Casas de Mangualde e de Anadia, iniciada em 1730 pelo casamento de Miguel Pais do Amaral com D. Joaquina Teodora Sá de Menezes.
Em 1810, o Palácio dos Condes de Anadia foi ocupado pelo Marechal Massena, Príncipe d' Essling, comandante do exército francês aquando da terceira invasão francesa de Portugal.
No contexto das Guerra Civil Portuguesa, o 3º Conde de Anadia foi apoiante fação miguelista e apesar da derrota deste, os seus sucessores foram reintegrados na Corte como oficiais-mores honorários da Casa Real, tomando assento na Câmara dos Dignos Pares do Reino.
Pela lei de abolição dos morgados e capelas (1863) o 4º Conde de Anadia, José Maria de Sá Pereira e Menezes Pais do Amaral d’Almeida e Vasconcellos Quifel Barberino, tornou-se o último titular dos inúmeros morgadios que esta casa deteve aos longo dos séculos.
Em setembro de 1882, aquando da inauguração da Linha Beira Alta, o 5º Conde de Anadia, Miguel de Sá Pais do Amaral, juntamente com os seus irmãos, José e Carlos, recebem no Palácio dos Condes de Anadia, o Rei D. Luís I e a Rainha D. Maria Pia, que aqui ficam instalados.
Mais tarde, em junho de 1896, aproveitando a sua estadia nas termas de S. Pedro do Sul, também a Rainha D. Amélia visitou o palácio, acompanhada pelos seus dois filhos, e aqui deixou uma lembrança da sua passagem.
Em 1901, já no ocaso da monarquia, os dois filhos do 5º Conde de Anadia, José e Miguel, serviram como moços-fidalgos com exercício na Casa Real, no ato de juramento do Príncipe Real D. Luís Filipe como herdeiro presuntivo da Coroa de Portugal.
Em 1978, o Palácio Anadia foi classificado como Imóvel de Interesse Público. Em 2014, esta classificação foi alterada para Conjunto de Interesse Público, passando a abranger os jardins, a quinta e a mata, sob a designação de Palácio dos Condes de Anadia. Esta nova classificação reconheceu que o imóvel constitui um requintado exemplar da arquitetura civil rococó onde terão colaborado artistas nacionais e estrangeiros de grande prestígio, sendo um dos mais sumptuosos solares da Beira Alta e que os espaços que circundam o edifício formam uma unidade de indubitável valor paisagístico, arquitetónico e agrícola, com uma forte relação histórica e urbanística com a cidade de Mangualde.
O Palácio dos Condes de Anadia mantém-se na propriedade da mesma família e, já no século XX, o 7º Conde de Anadia, Manuel José Maria de Sá Paes do Amara e sua mulher, Maria Mafalda de Figueiredo Cabral da Câmara, tomaram a decisão de abrir a sua histórica Casa para ser apreciada por todos quantos a visitam.

## Arquitetura
O Palácio dos Condes de Anadia compreende uma Casa Senhorial inspirada em modelos nasonianos, com fachadas equilibradas em composições simétricas. O desenho é atribuído a Gaspar Ferreira, autor da Biblioteca Joanina da Universidade de Coimbra, e que trabalhou na vizinha Igreja da Misericórdia de Mangualde, concluída em 1724. A capela-mor desta Igreja, bem como maior parte das obras foram custeadas por Simão Pais do Amaral, que por esta altura edificava também a sua nova casa, bem próxima da Igreja, sendo, por isso, provável a autoria do Palácio dos Condes de Anadia por parte do arquiteto coimbrão.
Todo o conjunto seria concluído apenas nos alvores de oitocentos, com um notório empenho dos sucessores de Simão Pais do Amaral na continuação e acabamento da construção deste Palácio, onde foi dada grande importância quer aos exteriores, quer aos interiores. Considerado como uma das mais "sumptuosas residências fidalgas da província da Beira Alta", aqui trabalharam artistas nacionais e estrangeiros acentuando a relevância da casa e da família.
As fachadas são todas distintas entre si, destacando-se a fachada principal e a fachada sul.
A fachada principal, voltada a poente, denota a influência das casas do Norte, no portal central com a varanda superior. Estende-se na horizontal, articulando a frontaria com pilastras pouco salientes, enquadrando 16 janelas, com especial ênfase às do andar nobre, mais ornamentadas de cornijas arqueadas e rematadas na parte central com motivos de conchas, prenunciando o rococó. Toda a simetria da frontaria converge para o eixo central marcado pelo portal encimado por uma pedra d’armas, ladeado por pilastras que por sua vez sustentam uma imponente varanda de sacada. Há que realçar ainda, no extremo norte desta fachada, a capela da casa.
A fachada sul ganha especial relevância devido à dupla escadaria semicircular, atribuída a António Mendes Coutinho, e à loggia que se lhe sobrepõe, de quatro arcos abatidos unidos por corrimão de balaustrada, finalizada com um teto de madeira pintada com motivos barrocos. Esta fachada enquadra um pátio formado por um muro com o portão de entrada e por um corpo de casario baixo com diversas dependências da quinta (lojas, adega, lagar, etc.).
A capela de São Bernardo, no eixo fachada principal, apresenta um portal com frontão, janelão sobreposto e remate em platibanda reta. Conhecem-se intervenções sucessivas na capela, como o restauro, em 1730, do retábulo pelo entalhador do Porto, Luís Pereira da Costa; alterações em 1790; obras de beneficiação e renovação entre 1812 e 1819, sendo desta época a execução da tela de São Bernardo por Cirillo Volkmar Machado, para substituir a imagem de vulto. A última intervenção remonta à segunda década do século XIX, sendo possível que o arquiteto José do Couto tenha realizado alguma obra em 1824. O retábulo é o original e o teto em estuque recorda outras obras de Luigi Chiari.

### Interiores
O interior do Palácio é marcado por um vasto e significativo conjunto de painéis de azulejo, cuja execução remonta a 1740.
No átrio e escadaria de aparato, os painéis executados pela escola de Coimbra, estão atribuídos a Sousa Carvalho. A iconografia é decalcada da obra La Venaria Reale – Palazzo di Piacere e di Caccia, editada em 1672, representando cenas mitológicas que refletem também as práticas associadas à educação da nobreza.
No Salão Nobre, também de 1740 e do mesmo autor, representa-se simbolicamente as quatro partes do Mundo conhecidas até então: Europa, África, Ásia e América; bem como os quatro elementos representados por deuses Romanos: Ar – Juno; Água – Neptuno; Fogo – Vulcano e Terra – Vénus.
No Salão de Baile os painéis de azulejos apresentam uma cronologia mais tardia, por volta de 1770, executados também pela escola de Coimbra, atribuíveis a Manuel da Silva e representam a temática do “Mundo às Avessas”.
Uma relevante coleção de mobiliário, pinturas e gravuras, entre as quais ganha especial interesse a mesa da Sala Nobre com tampo de embutidos marmóreos, executada por Leoni em 1673, e o mobiliário da Sala de Música, com chinoiseries. No campo da pintura, o retrato de Simão Paes do Amaral, executado por Pelllegrini em 1806 e os quadros de Vieira Portuense, são algumas das obras mais significativas. A escultura conta com uma coleção rara de porcelana biscuit do século XVIII, que representam estátuas encontradas nas escavações de Herculano e Pompeia. A coleção de trajes e acessórios do século XVIII ao final do século XIX, complementa o espólio deste Palácio.

## Jardins e Mata
Em complementaridade com o palácio desenvolve-se uma zona agrícola, um Jardim Histórico e uma Mata, com mais de 30 hectares e que se encontra em pleno centro da cidade de Mangualde, integralmente murada, mantendo integralmente a estrutura original.
Jardins, hortas, pomares e vinhas estão harmoniosamente integrados e uma extensa mata, outrora com veados, finaliza este conjunto.
O Jardim Histórico, é disperso e está afastado da casa, ligando-se a esta por alamedas e carreiras de buxo tem uma dupla função: espaço de lazer, mas também zona agrícola destinada a servir a grande Casa. O buxo assume presença constante formando ‘carreiras’ a delimitar campos e quadras. A Serra da Estrela mantém-se como um omnipresente cenário desta propriedade, que é pontuada por espécies vegetais e elementos construtivos de rara beleza e harmonia.
Na mata secular, delineada com precisão no século XVIII, ergue-se uma grande variedade de espécies arbóreas, destacando-se os centenários carvalhos. No meio da frondosa mata encontra-se um obelisco, mandado edificar por Miguel Pais do Amaral após a libertação de Portugal de Napoleão. Nesta mata existe ainda um lago para tranquilos passeios de barco, o campo do jogo da pela, um pequeno cemitério destinado ao último descanso dos animais de estimação da casa, e um ermitério com o nome de convento dos frades.